# هارالد یولین
هارالد یولین (سوئدی: Harald Julin؛ ۲۷ مارس ۱۸۹۰ – ۳۱ ژوئیه ۱۹۶۷) شناگر اهل سوئد بود.
وی در مسابقات کشوری و بین‌المللی در مجموع برندهٔ ۱ مدال نقره، ۳ مدال برنز شده‌است.